# Мухаммад Шах (Великий Могол)
Мухаммад Шах или Насир уд-Дин Абу-л-Фатх Мухаммад, узб. محمد شاه/Muhammad Shox Nosiriddin abdul fath (17 августа 1702 — 26 апреля 1748) — правитель, падишах Империи Бабуридов в Индии с 27 сентября 1719 года. Сын принца Джахан Шаха (1673—1712) и внук падишаха Бахадур Шаха I.

## Биография
В сентябре 1719 года после смерти своего двоюродного брата, могольского падишаха Шах-Джахана II, Мухаммад Шах был возведен на вакантный трон братьями Сайидами. Братья Сайиды к этому времени нажили себе многочисленных врагов. В Декане против них поднял восстание великий визирь Низам уль-Мульк. Хусайн Али вместе с новым падишахом выступил в карательный поход против Низам уль-Мулька, но был убит, причем Мухаммад-шах потворствовал убийцам. Когда Абдаллах-хан узнал о смерти своего брата, он возвел на престол марионетку Мухаммада Ибрахим-мирзу (внука Бахадур Шаха I), но Мухаммад-шах с армией выступил на север, и в сражении под Билочпуром Абдаллах был наголову разгромлен, взят в плен и заключен в темницу. В 1721 году Абдаллах-хан был отравлен в тюрьме.
Новый могольский падишах Мухаммад-шах был неспособен восстановить престиж власти падишаха и возродить славу его оружия. Он был человеком безвольным, предавался наслаждениям и предоставил событиям идти своим чередом. В период его правления фактически завершился распад Могольской империи. В 1714 году маратские войска заняли Хандеш, Гондвану и Берар. В 1724 году под их контроль перешел Гуджарат. В то же время в Пенджабе обрели независимость княжества сикхов. Фактически независимыми стали наместники могольского падишаха — навабы. Самым могущественным из них был Низам ал-Мульк, которому дважды был наместником (субадаром)Декана (1713—1714, 1720—1722 гг.) и побыть недолгое время (1722—1724 гг.) великим визирем Могольской империи. В конце концов он основал собственное независимое государство со столицей в Хайдарабаде. Фактически независимыми княжествами стали Бенгалия, Ауд, Карнатик и многие другие. Под непосредственной властью могольского падишаха Мухаммада остался лишь район Доаб с городами Дели, Кора и Аллахабад.

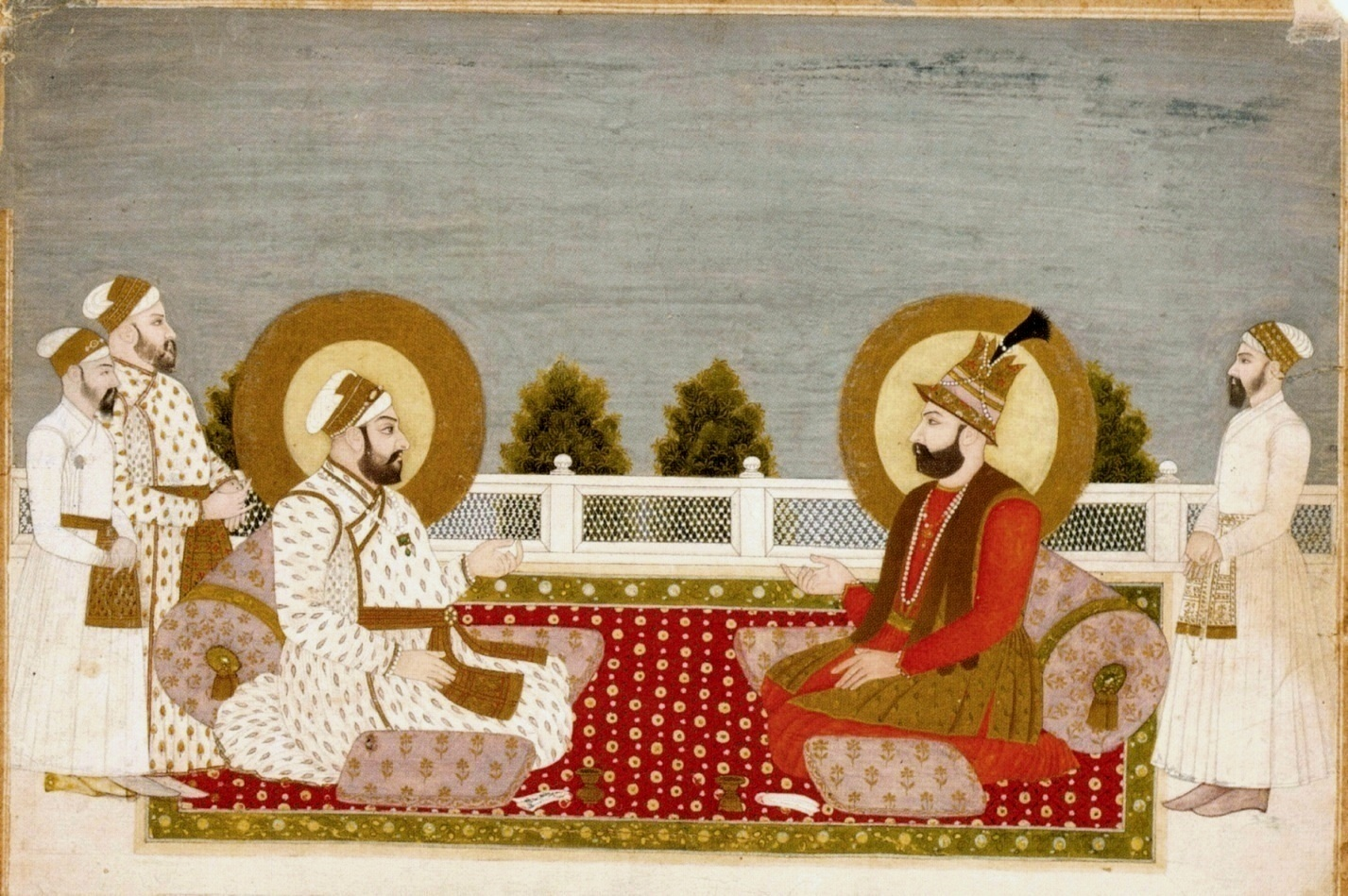
Мухаммад-шах ведёт переговоры с иранским шахиншахом Надир-шахом. Ок. 1740 года, Музей Гиме, Париж.

Смертельный удар Могольской империи нанесло вторжение иранского завоевателя Надир-шаха. Ещё в ноябре 1738 года он занял Пешавар, однако известие об этом не произвело никакого впечатления в Дели. Историк Гулям Хусайн несколько позднее писал: «Поскольку дороги не охранялись, всякий мог пройти по ним в любом направлении, оставаясь незамеченным; никакие разведывательные данные о происходивших событиях не поступали ко двору; и ни падишах, ни визирь никогда даже не спрашивали, почему они не получают этих сведений». Только январе 1739 году, когда персы выступили походом на Дели, могольский падишах Мухаммад-шах, сопровождаемый всем двором и министрами, с огромным войском, при котором находилось 300 орудий и 2 тысячи боевых слонов, выступил ему навстречу. В конце февраля при Карнале (недалеко от Дели) произошло генеральное сражение. Моголы имели значительное численное превосходство над персами, но их армия уже никуда не годилась. Надир-шах с помощью хитрости напугал слонов падишаха: они обратились против индийского войска и прошибли в нём брешь, в которую ворвались персы. По преданию, моголы потеряли 17 тысяч человек. 3 марта могольский падишах Мухаммад сдался своему победителю Надир-шаху и по его требованию распустил свою армию. 20 марта персидская армия без боя вступила в Дели, где захватила колоссальную добычу, оцениваемую в 700 миллион рупий. По мирному договору Мухаммад уступил Надир-шаху все свои владения к северу от Инда (Афганистан, Белуджистан и Синд), включая города Кабул, Газни и Пешавар. В середине мая 1739 года, отягченная индийскими сокровищами, персидская армия медленно двинулись в обратный путь. После ухода Надир-шаха Могольская империя осталась «истекающей кровью и обессиленной». Её слабость стала очевидна для всех, и от её былого престижа не осталось и следа.
В апреле 1748 года могольский падишах Мухаммад Шах скончался, перед смертью окончательно утратив рассудок из-за употребления опиума.
Мухаммад Шах имел четырёх жен, от которых имел четырёх сыновей и трех дочерей. Среди его сыновей был Ахмад Шах Бахадур (1725—1775), следующий падишах Великих Моголов (1748—1754).

## Культурные достижения
Несмотря на в целом отрицательную характеристику его правления, современные историки рассматривают Мухаммад Шаха как важную персону в развитии индийской культуры. Он был эстетом и выдающимся покровителем и ценителем искусства, литературы, музыки. В его правление возродилась тяга к поэзии, появились новые поэмы на персидском и урду. Мухаммад Шах восстановил придворное ателье миниатюрной живописи, в котором собрал лучших мастеров своего времени, создавших новую версию могольского живописного стиля. Получили развитие театрализованные представления. При Мухаммад Шахе в придворный оркестр был введён барабан табла, до того бывший народным пенджабским инструментом, а ситар был усовершенствован до его современного вида. При покровительстве Мухаммад Шаха такие формы индийской музыки как хаял и таппа достигли вершины своего развития.